# Cottus bairdii
Espèce
Statut de conservation UICN

 LC  : Préoccupation mineure
Le Chabot tacheté (Cottus bairdii) est une espèce de poissons de la famille des Cottidae présent en Amérique du Nord.

## Habitat
Ce poisson est présent au Canada et aux États-Unis.On le trouve par exemple dans le bassin du fleuve Columbia et dans la rivière Missouri.

## Description
Sa première nageoire dorsale est garnie d'épines et quasiment reliée à la seconde. La taille maximum de ce chabot est d'environ 15 centimètres. Comme son nom vernaculaire l'indique, le chabot est recouvert de taches sur tout son corps.
Il se nourrit principalement de larves d'insectes mais aussi de crustacés, d'œufs de poissons ou même de petits poissons. Son régime alimentaire est également constitué de quelques végétaux. Les plus gros poissons comme la truite sont ses prédateurs. Il apprécie les eaux claires et bien oxygénées que ce soit dans des rivières de montagne ou dans des lacs dont les berges sont rocailleuses.
La fraie a lieu du début de l'hiver à la fin du printemps. La tête du mâle devient plus noire et il choisit un lieu protégé pour son nid, par exemple sous un rocher. Une ou plusieurs femelles le rejoignent dans ce lieu pour y déposer leurs œufs. Le mâle fertilise ensuite les œufs et protège l'endroit.